# 濱田成徳
濱田 成徳（はまだ しげのり、1900年（明治33年）9月21日 - 1989年（平成元年）7月1日）は、日本の元官僚、元東海大学学長（第3代）を務める。東京府出身。

## 来歴
日本で最初に酸化物陰極を研究し多量生産方法を1928年に完成させた。電子技術審議会会長、NHK経営委員会長、日本科学技術情報センター長、エレクトロニクス協議会長などを歴任した。

## 略歴
- 1925年（大正14年） - 東京帝国大学工学部電気工学科卒業。
- 1927年（昭和02年） - 東京電気株式会社（現在の株式会社東芝）に入社。
- 1942年（昭和17年） - 同社 電子工業研究所長に就任。
- 1946年（昭和21年） - 電気通信技術振興委員会会長に就任。
- 1948年（昭和23年） - 東海大学学長職、電気通信学会会長に就任。
- 1949年（昭和24年） - 東北大学電気通信研究所教授、日本学術会議会員に就任。
- 1952年（昭和27年） - 東海大学学長職を退任。
- 1955年（昭和30年） - 郵政省電波管理局長に就任。
- 1956年（昭和31年） - テレビジョン学会会長に就任。
- 1959年（昭和34年） - 郵政省電波管理局長を退任。日本放送協会経営委員（ - 1967年）、日本原子力研究所技術相談役（ - 1965年）に就任。
- 1964年（昭和39年） - エレクトロニクス協議会会長に就任。
- 1965年（昭和40年） - 電子技術審議会会長（ - 1970年）、日本科学技術情報センター理事長に就任。
- 1967年（昭和42年） - 東京女子大学理事長に就任。
- 1968年（昭和43年） - NHK放送技術審議会委員、日本情報処理センター理事、地域開発研究所理事に就任。
- 1969年（昭和44年） - 電波技術審議会会長に就任（ - 1975年）。
- 1971年（昭和46年） - 医療技術研究開発財団理事長に就任。

## 受賞
- 1944年 - 電気通信学会功績賞、東京芝浦電気特別賞、毎日新聞社通信文化賞
- 1962年 - 郵政大臣表彰
- 1965年 - 国際電気通信連合百周年表彰、電気通信協会賞
- 1966年 - 藍綬褒章
- 1971年 - 勲二等旭日重光章
- 1975年 - 郵政大臣表彰
- 1976年 - 前島賞（現：前島密賞）、ITV特別賞

## 著書
- 『特殊真空管』（共立出版、1934年）